# عملیات کشاورزی سودمند
عملیات کشاورزی سودمند (به انگلیسی: Good agricultural practice) یک سامانه (سیستم) صادرکننده گواهینامه کشاورزی است که رویه‌هایی (و مدارک برای اثبات استفاده از این رویه‌ها) را که باید برای تولید غذا یا فرآوری بیشتر از منابع تولید غذا به صورت ایمن و سالم برای مصرف مصرف‌کنندگان با استفاده از روش‌های پایدار اجرایی می‌باشند، را مشخص می‌کند. با این حال که دیدگاه متعدد و ناکاملی (از جهت اینکه کدام بهتر و درست‌تر است) در مورد اینکه چه روش‌هایی تکنیک کشاورزی سودمند را تشکیل می‌دهد وجود دارد، چندین دیدگاه به‌طور گسترده‌ای پذیرفته شده است که تولیدکنندگان مواد غذایی نیز می‌توانند از آنها پیروی کنند.

## انگیزه انجام روش
راه انداختن تکنیک کشاورزی سودمند (GAP) به ویژه زمانی ارزنده و شایان ستایش می‌شود که مواردی از استفاده مفرط و معتادگونه یا سوء استفاده از سموم کشاورزی وجود داشته باشد. دولت‌ها به دنبال راه‌هایی برای کاهش استفاده از آفت‌کش‌ها و سموم کشاورزی (به صورت پایدار) با معرفی روش‌های جایگزین همچون روش‌های متعدد مدیریت آفات هستند. همچنین در عین حال کاهش استفاده از سموم، ویژگی مهم و مدنظر دولت‌ها برای استفاده از این روش‌ها باید تضمین تولید پایدار مواد غذایی ایمن و سالم باشد.